# Письмо трём жёнам
«Письмо трём жёнам» (англ. A Letter to Three Wives) — кинофильм режиссёра Джозефа Манкевича, снятый в 1949 году.

## Сюжет
Эдди Росс — местная неподражаемая знаменитость, настоящая королева городка, имя которой у каждого на слуху. Однажды она продаёт своё имущество и покидает город. Три подруги (Линда Дарнелл, Джинн Крейн и Энн Сотерн) вывозят на пикник на речном кораблике группу местных детей. Перед самым отплытием они получают от Эдди Росс письмо, в котором она сообщает, что сбежала с мужем одной из них. У каждой из женщин есть повод подозревать своего мужа. Во время поездки каждая из женщин вспоминает эпизоды из своей семейной жизни, так или иначе связанные с именем Эдди Росс, пытаясь понять, мог ли это быть её муж.
Героиня Джинн Крейн познакомилась с мужем во время службы в армии, и по приезде в незнакомый для неё город она очень волновалась по поводу того, примут ли её друзья мужа и сможет ли она вписаться в их сложившиеся годами отношения. Героиня Энн Сотерн делает успешную карьеру в качестве сценариста мыльных опер на местном радио, однако её карьерные амбиции и коммерческий взгляд на жизнь вступают в противоречие с интересами её мужа, школьного учителя английского языка (Кирк Дуглас), который ценит высокое искусство и не переносит низкопробных радиосериалов. Третья женщина (Линда Дарнелл), красивая и хваткая девушка из простой семьи, которая устроилась секретаршей к владельцу сети универмагов (Пол Дуглас), после чего с помощью хитрых манипуляций женила его на себе. По возвращении женщин с пикника выясняется, что сбежать попытался герой Пола Дугласа, но и он в итоге вернулся домой, что в итоге только укрепило его брак.

## В ролях
- Джинн Крейн — Дебора Бишоп
- Линда Дарнелл — Лора Мэй Холлингсвэй
- Энн Сотерн — Рита Фиппс
- Джеффри Линн — Брэдфорд Бишоп (Брэд)
- Пол Дуглас — Портер Холлингсвэй
- Кирк Дуглас — Джордж Фиппс
- Барбара Лоуренс — Джорджиана Финни (Бэйб)
- Конни Гилкрист — миссис Руби Финни
- Флоренс Бейтс — миссис Мэнли
- Хобарт Кавано — мистер Манлей
- Телма Риттер — Сэди Дуган
- Селеста Холм — Эдди Росс (озвучивание)

## Награды и номинации

### Награды
- 1950 — Премия «Оскар»
  - Лучший режиссёр — Джозеф Манкевич
  - Лучший сценарий — Джозеф Манкевич

### Номинации
- 1950 — Премия «Оскар»
  - Лучший фильм

## Критика
Как отметил современный кинообозреватель «Нью-Йорк таймс» Питер Флинт, фильм «является проницательным исследованием нравов и морали верхнего среднего класса» и «вершиной режиссёрской карьеры Манкевича», а Деннис Шварц назвал его «очень увлекательной, тонкой и остроумной реалистичной мелодрамой с умным композиционным обрамлением».